# سندگیت (کوئینزلند)
سندگیت (به انگلیسی: Sandgate) یک حومه شهر در استرالیا است که در کوئینزلند واقع شده‌است.